# Antonin Magne
Antonin Magne (Ytrac, 15 febbraio 1904 – Arcachon, 8 settembre 1983) è stato un ciclista su strada, pistard e dirigente sportivo francese.
Professionista dal 1926 al 1941, vinse due Tour de France e fu campione del mondo nel 1936, dopo essere arrivato secondo nel 1933. Dopo il ritiro fu direttore sportivo della Mercier-BP-Hutchinson.

## Carriera
Il suo esordio tra i professionisti lo coronò, nel '27,  con la vittoria in Parigi nel Grand Prix Wolber, sino  allora ritenuto a rango di Campionato ciclistico mondiale. Oltre ai due Tour de France vinti nel 1931 e nel 1934, ottenne anche la vittoria in tre Grand Prix des Nations, gara a cronometro che si disputava in apertura di stagione. Delle gare in linea, vinse per lo più corse francesi minori quali criterium e circuiti; tuttavia si mise in luce, con  un terzo posto, nella Parigi-Roubaix del 1930; e fu secondo nella Parigi-Tours del 1933. Nel 1936, ai mondiali in Berna conquistò la maglia iridata battendo il giovanissimo velocista Aldo Bini. Nel Tour de France 1938 decise, insieme all'amico André Leducq, di vincere ex aequo la ventunesima tappa.
Partecipò due volte al Giro d'Italia: nell'edizione del 1931 -vinta dal giovanissimo Camusso- vestì i colori dell'italiana Ganna-Dunlop, dopo che la sua piccola squadra FranceSport aveva rinunziato per ragione finanziaria a sostenerlo nell'onerosa trasferta; deciso a far bene, Magne andò incontro nella tappa di Napoli a un guaio meccanico col ripristino della sua bici soltanto dopo un'ora: ciò che lo tagliò fuori dai concorrenti per la vittoria della Corsa; affranto, al traguardo finale di Milano giungerà con oltre due ore di ritardo dal vincitore e ventinovesimo nella 'generale' e senza vittorie di tappa. Nel Giro del '32, da Magne corso piuttosto per allenarsi in vista del Tour da lui vinto l'anno avanti, il campione Francese si classificherà trentaquattresimo; proprio per via di questo modesto risultato, gli verrà preclusa la convocazione nella Nazionale francese selezionata quell'anno per la Grand Boucle.
Ritiratosi dal professionismo, svolse negli anni successivi l'attività di direttore sportivo della Mercier-BP-Hutchinson, dirigendo Louison Bobet e Raymond Poulidor, ottenendo ottimi risultati. Nel 1962 gli venne consegnata la Legione d'Onore. Anche suo fratello Pierre fu un ciclista professionista.

## Palmarès
- 1923 (dilettanti)

Circuit des Monts du Ronnais
- 1927

14ª tappa Tour de France (Marsiglia > Tolone)
Parigi-Limoges
Grand Prix Wolber(a cronometro)
- 1928

13ª tappa Tour de France (Nizza > Grenoble)
21ª tappa Tour de France (Malo-les-Bains > Dieppe)
Gran Prix Yverdon
- 1929

Paris-Limoges
Circuit des villes d'eaux d'Auvergne
2ª tappa Circuit des villes d'eaux d'Auvergne
Grand Prix du Textile à Charlieu
- 1930

Cronoprologo Tour de France (Montpellier > Marsiglia)
Parigi-Vichy
1ª tappa Vuelta al País Vasco (Bilbao > Vitoria)
3ª tappa Vuelta al País Vasco (Pamplona > San Sebastián)
- 1931

9ª tappa Tour de France
Classifica generale Tour de France
- 1934

17ª tappa Tour de France (Luchon > Tarbes)
21ª tappa Tour de France (La Roche-sur-Yon > Nantes)
Classifica generale Tour de France
Grand Prix des Nations
- 1935

Grand Prix des Nations
- 1936

Grand Prix des Nations
Campionati del mondo, Prova in linea
- 1937

Grand Prix d'Europe (Toulouse)
- 1938

10ª tappa Tour de France (Béziers > Montpellier)
21ª tappa Tour de France (Lilla > Parigi)
- 1939

Grand Prix d'Europe (Paris Tuileries)
Circuit Gand-Combien

### Altri successi
- 1927

Grand Prix Wolber (cronosquadre)
- 1936

20ª tappa, 2ª semitappa Tour de France (cronosquadre)

## Piazzamenti

### Grandi Giri
- Tour de France

1927: 6º
1928: 6º
1929: 7º
1930: 3º
1931: vincitore
1933: 8º
1934: vincitore
1935: ritirato (7ª tappa)
1936: 2º
1938: 8º
- Giro d'Italia

1931: 29º
1932: 34º

### Classiche monumento
- Parigi-Roubaix

1930: 3º
1939: 9º

### Competizioni mondiali
- Campionati del mondo

Roma 1932 - In linea: 17º
Montlhéry 1933 - In linea: 2º
Lipsia 1934 - In linea: 14º
Floreffe 1935 - In linea: ritirato
Berna 1936 - In linea: vincitore
Copenaghen 1937 - In linea: ritirato

## Riconoscimenti
- Inserito tra le Gloires du sport